# سیمو هالینن
سیمو هالینن (فنلاندی: Simo Halinen؛ زادهٔ ۱۹۶۳ میلادی) کارگردان فیلم، و فیلم‌نامه‌نویس اهل فنلاند است.
از فیلم‌هایی که وی در آن‌ها نقش داشته‌است، می‌توان به با من حرف بزن اشاره نمود.